# Eleição municipal de Cametá em 2016
A eleição municipal da cidade brasileira de Cametá em 2016 ocorreu em 2 de outubro para eleger um prefeito, um vice-prefeito e 15 vereadores para a administração da cidade paraense. O prefeito titular, Irácio Nunes, do PT, concorreu à reeleição, mesmo enfrentando uma forte rejeição da população cametaense, ao mesmo tempo em que fora cogitada sua impugnação, decorrente de diversos processos relacionados à improbidade administrativa, já sendo cassado em junho de 2015. Entretanto, retornou ao cargo por meio de liminares, governando nesta situação até o fim de seu mandato.
As movimentações pré-campanha ocorreram num contexto de crise política envolvendo um pedido de impeachment do segundo mandato da presidente Dilma Rousseff, do PT, o qual acabou se concretizando.
Como a cidade não possui mais de 200 mil eleitores, não existe a possibilidade de realização de um segundo turno. Caso o município tivesse este número de votantes, a eleição deveria ser decidida no dia 30 de outubro. Assim, o eleitorado cametaense elegeu o ex-prefeito Waldoli Valente (DEM) para seu quarto mandato não-consecutivo.

## Regras
No decorrer do ano de 2015, o Congresso Nacional aprovou uma reforma política, que fez consideráveis alterações na legislação eleitoral. O período oficial das campanhas eleitorais foi reduzido para 45 dias, com início em 16 de agosto, o que configurou em uma diminuição pela metade do tempo vigente até 2012. O horário político também foi reduzido, passando de 45 para 35 dias, com início em 26 de agosto. As empresas passaram a ser proibidas de financiarem campanhas, o que só poderá ser feito por pessoas físicas.
A Constituição estabeleceu uma série de requisitos para os candidatos a cargos públicos eletivos. Entre eles está a idade mínima de 21 anos para candidatos ao Executivo e 18 anos ao Legislativo, nacionalidade brasileira, pleno exercício dos direitos políticos, pelo menos um ano de domicílio eleitoral na cidade onde pretende candidatar-se, alfabetização e filiação partidária até o dia 2 de abril de 2016.
Como Cametá não possui emissoras próprias de televisão, a propaganda eleitoral gratuita foi veiculada somente pelo rádio, iniciando em 26 de agosto e terminando em 29 de setembro. Segundo a lei eleitoral em vigor, nos municípios com mais de 200 mil eleitores, caso o candidato mais votado receber menos de 50% +1 dos votos, é estabelecido o sistema de dois turnos; como a cidade de Cametá ainda não atingiu este índice, não existe tal hipótese.

## Definição das candidaturas
O prazo para os partidos políticos realizarem as convenções partidárias destinadas à definição de coligações e escolha dos candidatos aos cargos de prefeito, vice-prefeito e vereador iniciou em 20 de julho e encerrou no dia 5 de agosto. Já o prazo para protocolar o registro de candidatura dos escolhidos nas convenções se encerrou em 15 de agosto. Nesta eleição, oito partidos lançaram candidatos à prefeitura cametaense, um recorde nas eleições do município, sendo também o segundo maior número de candidatos em todo o estado do Pará, sendo superado somente pela capital, Belém. .

### Benedito Pompeu (PR)
O Partido da República lançou a candidatura de Benedito Pompeu à prefeitura de Cametá.
Benedito Chaves Pompeu tem 56 anos e já foi vice-prefeito da cidade entre 2009 e 2012. Já concorreu à prefeitura em 2004 e 2012, ambas pelo PMDB, não conseguindo se eleger em nenhuma.
Compondo a chapa, tem como candidato a vice-prefeito Luiz Pinheiro, do PSC. A sua coligação, “Juntos Somos Mais Fortes” é composta por três partidos: PR, PSC e PRB.

### Benedito Veloso (PSDC)
O Partido Social Democrata Cristão lançou a candidatura de Benedito Veloso à prefeitura de Cametá.
Benedito dos Santos Veloso tem 62 anos e é professor aposentado. Concorreu a uma cadeira na Câmara de Vereadores em 1996 pelo então existente PPB, em 2000 pelo PSDB, em 2004 pelo PFL, e em 2012 pelo PSDC, não conseguindo se eleger em nenhuma.
Compondo a chapa, tem como candidato a vice-prefeito Maike Cohen, também do PSDC. Sua chapa não formalizou aliança com nenhum outro partido.

### Emmanuel Cunha (PTC)
O Partido Trabalhista Cristão lançou a candidatura de Emmanuel Cunha à prefeitura de Cametá.
Emmanuel José Machado Cunha tem 53 anos e é administrador. Já foi prefeito da cidade entre 1997 e 2000, exercendo o mandato ainda pelo PSDB. Em 2000, concorreu à reeleição, sendo derrotado e amargando um terceiro lugar. Em 2008, tentou concorrer novamente para prefeito, desta vez pelo PR, entretanto, seu nome foi considerado inelegível, tendo sua votação nula.
Compondo a chapa, tem como candidato a vice-prefeito o feirante Tomé Freitas, também do PTC. Sua chapa não formalizou aliança com nenhum outro partido.

### Irácio Nunes (PT)
O Partido dos Trabalhadores lançou a candidatura de Irácio Nunes à reeleição para a prefeitura de Cametá.
Iracy de Freitas Nunes tem 49 anos e é o atual prefeito da cidade, eleito em 2012. Já foi vereador entre 2009 e 2012 e Presidente da Colônia dos Pescadores da cidade de Cametá. Em sua tentativa de ser reeleito, sofre dificuldades devido à forte rejeição a seu mandato, bem como pela existência de processos referentes a sua gestão, já sendo cassado em junho de 2015.
Compondo a chapa, tem como candidato a vice-prefeito o empresário José Barra Júnior, mais conhecido como "Zelão", do PV. A sua coligação, “Para Cametá seguir mudando” é composta por sete partidos: PT, PV, PCdoB, PROS, PTdoB, PSL e PRTB.

### José Fernandes (PMDB)
O Partido do Movimento Democrático Brasileiro lançou a candidatura de José Fernandes à prefeitura de Cametá.
José Fernandes Barra tem 46 anos e é pescador. Já foi vereador entre 1997 e 2008, exercendo o mandato pelo PT. Em 2014, concorreu ao cargo de deputado estadual, desta vez pelo PDT, recebendo 5.986 votos, não obtendo êxito.
Compondo a chapa, tem como candidato a vice-prefeito o ex-prefeito João Francez Medeiros, também do PMDB. Sua chapa não formalizou aliança com nenhum outro partido.

### Raimundo Cândido (PSB)
O Partido Socialista Brasileiro lançou a candidatura de Raimundo Cândido à prefeitura de Cametá.
Raimundo Cândido dos Santos tem 57 anos e é servidor público. Já foi eleito vereador em 2000 pelo PDT, em 2004 pelo PFL e em 2008 pelo DEM.
Compondo a chapa, tem como candidato a vice-prefeito Benedito Sales, também do PSB. Sua chapa não formalizou aliança com nenhum outro partido.

### Reinaldo Itaparica (REDE)
A Rede Sustentabilidade lançou a candidatura de Reinaldo Itaparica à prefeitura de Cametá.
Reinaldo Itaparica de Oliveira tem 65 anos e é professor de ensino fundamental. Foi eleito vereador em 2000, exercendo o mandato pelo PT. Em 2004, concorreu novamente, não conseguindo ser eleito. Em 2008, se candidatou novamente a uma vaga na Câmara Municipal, desta vez, pelo PMDB, sem êxito.
Compondo a chapa, tem como candidato a vice-prefeito Roberto Sousa, também da REDE. Sua chapa não formalizou aliança com nenhum outro partido.

### Waldoli Valente (DEM)
O Democratas lançou a candidatura de Waldoli Valente à prefeitura de Cametá.
José Waldoli Filgueira Valente tem 70 anos e é professor aposentado. Já foi prefeito de Cametá em outras oportunidades: foi eleito em 1982, exercendo o mandato entre 1983 e início de 1989; em 2000, foi novamente candidato, desta vez, pelo PDT, sendo derrotado; em 2004, foi candidato pelo PFL, sendo eleito; em 2008, venceu novamente o pleito, desta vez pelo DEM, sendo o único prefeito a conseguir ser reeleito na cidade, bem como o político que mais tempo comandou o Poder Executivo municipal em mandatos não-consecutivos: 14 anos.
Também foi candidato a outros cargos, disputando em 2002 uma vaga na Assembleia Legislativa, obtendo 6.432 votos, sendo 5.374 somente em Cametá; em 2014, se candidatou a Deputado Federal, obtendo 15.500 votos, 12.776 votos oriundos de eleitores cametaenses.
Compondo a chapa, tem como candidato a vice-prefeito o médico e vereador José Luís Gonçalves, do PSDB. A sua coligação, denominada “Renasce Cametá” é composta por nove partidos: DEM, PSDB, PSD, PP, PDT, PTB, PPS, PEN e PRP.

## Candidaturas oficializadas
|  | Nº | Candidato(a) a prefeito | Candidato(a) a prefeito                                  | Candidato(a) a vice-prefeito | Candidato(a) a vice-prefeito                            | Coligação |
|  | -- | ----------------------- | -------------------------------------------------------- | ---------------------------- | ------------------------------------------------------- | --- |
|  | 22 |                         | Benedito Pompeu (PR) Benedito Chaves Pompeu              |                              | Luiz Pinheiro (PSC) Antônio Luiz Pinheiro de Pinheiro   | "Juntos somos mais fortes" - Partido da República (PR) - Partido Social Cristão (PSC) - Partido Republicano Brasileiro (PRB) |
|  | 27 |                         | Benedito Veloso (PSDC) Benedito dos Santos Veloso        |                              | Maike Cohen (PSDC) José Maike de Assunção               | Partido não coligado - Partido Social Democrata Cristão (PSDC) |
|  | 36 |                         | Emmanuel Cunha (PTC) Emmanuel José Machado Cunha         |                              | Tomé Freitas (PTC) José Tomé Gonçalves de Freitas       | Partido não coligado - Partido Trabalhista Cristão (PTC) |
|  | 13 |                         | Irácio Nunes (PT) Iracy de Freitas Nunes                 |                              | Zelão Barra (PV) José Barra Dias Júnior                 | "Para Cametá seguir mudando" - Partido dos Trabalhadores (PT) - Partido Verde(PV) - Partido Comunista do Brasil (PCdoB) - Partido Republicano da Ordem Social (PROS) - Partido Trabalhista do Brasil (PTdoB) - Partido Social Liberal (PSL) - Partido Renovador Trabalhista Brasileiro (PRTB)                                                     |
|  | 15 |                         | José Fernandes (PMDB) José Fernandes Barra               |                              | João Medeiros (PMDB) João Francez Medeiros              | Partido não coligado - Partido do Movimento Democrático Brasileiro (PMDB) |
|  | 40 |                         | Raimundo Cândido (PSB) Raimundo Cândido dos Santos       |                              | Benedito Sales (PSB) Benedito Pantoja Sales             | Partido não coligado - Partido Socialista Brasileiro (PSB) |
|  | 18 |                         | Reinaldo Itaparica (REDE) Reinaldo Itaparica de Oliveira |                              | Roberto Sousa (REDE) Roberto Costa de Sousa             | Partido não coligado - Rede Sustentabilidade (REDE) |
|  | 25 |                         | Waldoli Valente (DEM) José Waldoli Filgueira Valente     |                              | José Luís Gonçalves (PSDB) José Luís Ferreira Gonçalves | "Renasce Cametá" - Democratas (DEM) - Partido da Social Democracia Brasileira (PSDB) - Partido Social Democrático (PSD) - Partido Progressista (PP) - Partido Democrático Trabalhista (PDT) - Partido Trabalhista Brasileiro (PTB) - Partido Popular Socialista (PPS) - Partido Ecológico Nacional (PEN) - Partido Republicano Progressista (PRP) |

## Resultados

### Prefeito
| Candidato(a)              | Vice                         | 1º turno 2 de outubro de 2016 | 1º turno 2 de outubro de 2016 |
| Candidato(a)              | Vice                         | Total                         | Percentagem                   |
| ------------------------- | ---------------------------- | ----------------------------- | ----------------------------- |
| Waldoli Valente (DEM)     | José Luís Gonçalves (PSDB)   | 31.619                        | 44,09%                        |
| Irácio Nunes (PT)         | José Barra Júnior (PV)       | 25.185                        | 35,12%                        |
| Benedito Pompeu (PR)      | Luiz Pinheiro (PSC)          | 6.817                         | 9,51%                         |
| José Fernandes (PMDB)     | João Francez Medeiros (PMDB) | 4.612                         | 6,43%                         |
| Raimundo Cândido (PSB)    | Benedito Sales (PSB)         | 1.597                         | 2,23%                         |
| Emmanuel Cunha (PTC)      | Tomé Freitas (PTC)           | 1.345                         | 1,88%                         |
| Reinaldo Itaparica (REDE) | Roberto Sousa (REDE)         | 318                           | 0,44%                         |
| Benedito Veloso (PSDC)    | Maike Cohen (PSDC)           | 214                           | 0,30%                         |
| Total de votos válidos    | Total de votos válidos       | 71.707                        | 96,36%                        |
| → Votos em branco         | → Votos em branco            | 586                           | 0,79%                         |
| → Votos nulos             | → Votos nulos                | 2.120                         | 2,85%                         |
| Total                     | Total                        | 74.413                        | 85,05%                        |
| Abstenções                | Abstenções                   | 13.079                        | 14,95%                        |
| Total de inscritos        | Total de inscritos           | 87.492                        | 100%                          |

| Partido | Partido | Candidato          | Votos  | Votos (%) |
| ------- | ------- | ------------------ | ------ | --------- |
|         | DEM     | Waldoli Valente    | 31 619 | 44,09%    |
|         | PT      | Irácio Nunes       | 25 185 | 35,12%    |
|         | PR      | Benedito Pompeu    | 6 817  | 9,51%     |
|         | PMDB    | José Fernandes     | 4 612  | 6,43%     |
|         | PSB     | Raimundo Cândido   | 1 597  | 2,23%     |
|         | PTC     | Emmanuel Cunha     | 1 345  | 1,88%     |
|         | REDE    | Reinaldo Itaparica | 318    | 0,44%     |
|         | PSDC    | Benedito Veloso    | 214    | 0,3%      |
| Totais  | Totais  | Totais             | 71 707 |           |

### Vereadores
| Candidato(a)                     | Nº    | Coligação                                                    | Votação     | Votação |
| Candidato(a)                     | Nº    | Coligação                                                    | Porcentagem | Total   |
| -------------------------------- | ----- | ------------------------------------------------------------ | ----------- | ------- |
| Ivan Tavares (PCdoB)             | 65222 | "Juntos por Cametá" PT e PCdoB                               | 4,45%       | 3.234   |
| Maria Wanderléia Camarinha (DEM) | 25699 | "Cametá, o futuro é agora" DEM, PP, PDT, PTB, PPS, PEN e PRP | 4,19%       | 2.472   |
| Manoel Alvim (PSD)               | 55612 | "União para reconstruir Cametá" PSDB e PSD                   | 3,40%       | 2.472   |
| Cleidinho Teles (PT)             | 13611 | "Juntos por Cametá" PT e PCdoB                               | 3,10%       | 2.248   |
| Raimundo Célio Viana (PSDB)      | 45789 | "União para reconstruir Cametá" PSDB e PSD                   | 3,04%       | 2.207   |
| Rosi Cruz (PT)                   | 13131 | "Juntos por Cametá" PT e PCdoB                               | 2,98%       | 2.165   |
| Emerson Oca Viana (PT)           | 13555 | "Juntos por Cametá" PT e PCdoB                               | 2,81%       | 2.041   |
| Juniel dos Santos (PR)           | 22122 | "Juntos somos mais fortes" PR, PSC e PRB                     | 2,73%       | 1.983   |
| José Flávio Viana (PT)           | 13613 | "Juntos por Cametá" PT e PCdoB                               | 2,39%       | 1.734   |
| Dionei Cardoso (PSC)             | 20000 | "Juntos somos mais fortes" PR, PSC e PRB                     | 1,97%       | 1.433   |
| João Batista Nunes (PDT)         | 12345 | "Cametá, o futuro é agora" DEM, PP, PDT, PTB, PPS, PEN e PRP | 1,86%       | 1.349   |
| Álvaro Leão (PV)                 | 43333 | "De mãos dadas por Cametá" PV, PROS, PTdoB, PSL e PRTB       | 1,83%       | 1.327   |
| Odimar Valente (DEM)             | 25246 | "Cametá, o futuro é agora" DEM, PP, PDT, PTB, PPS, PEN e PRP | 1,58%       | 1.146   |
| Ênio Carvalho (PMN)              | 33555 | "A força de novas ideias" PSB e PMN                          | 1,49%       | 1.080   |
| Pastor Meryvan Oliveira (PTB)    | 14456 | "Cametá, o futuro é agora" DEM, PP, PDT, PTB, PPS, PEN e PRP | 1,40%       | 1.018   |